# بابينيوفيل (كيبك)
بابينيوفيل (بالإنجليزية: Papineauville, Quebec)‏ هي بلدية محلية في كيبيك تقع في كندا في Papineau Regional County Municipality. يقدر عدد سكانها بـ 2,165 نسمة ومساحتها 64.90 كم2 .